# Fabas (Ariège)
Pour les articles homonymes, voir Fabas.
Fabas est une commune française, située dans le nord-ouest du département de l'Ariège en région Occitanie. Sur le plan historique et culturel, la commune fait partie du Couserans, pays aux racines gasconnes structuré par le cours du Salat.
Exposée à un climat océanique altéré, elle est drainée par le Lens, le Volp, le ruisseau de bidoune, le ruisseau de Bigot, le ruisseau de Massot et par divers autres petits cours d'eau. Incluse dans le parc naturel régional des Pyrénées ariégeoises, la commune possède un patrimoine naturel remarquable composé de trois zones naturelles d'intérêt écologique, faunistique et floristique.
Fabas est une commune rurale qui compte 353 habitants en 2022, après avoir connu un pic de population de 1 245 habitants en 1793. Elle fait partie de l'aire d'attraction de Toulouse. Ses habitants sont appelés les Fabassiens ou Fabassiennes.
Le patrimoine architectural de la commune comprend deux  immeubles protégés au titre des monuments historiques : le château de Poudelay, inscrit en 2007, et l'église Notre-Dame-de-l'Assomption, inscrite en 1950.

## Géographie

### Localisation
- 1Carte dynamique
- 2Carte OpenStreetMap
- 3Carte topographique
- 4Carte avec les communes environnantes

La commune de Fabas se trouve dans le département de l'Ariège, en région Occitanie.
Elle se situe à 44 km à vol d'oiseau de Foix, préfecture du département, à 14 km de Saint-Girons, sous-préfecture, et à 12 km de Saint-Lizier, bureau centralisateur du canton des Portes du Couserans dont dépend la commune depuis 2015 pour les élections départementales.
La commune fait en outre partie du bassin de vie de Cazères.
Les communes les plus proches sont : 
Tourtouse (2,2 km), Bédeille (2,3 km), Bagert (3,8 km), Cérizols (4,3 km), Barjac (5,3 km), Sainte-Croix-Volvestre (5,9 km), Montberaud (6,0 km), Escoulis (6,1 km).
Sur le plan historique et culturel, Fabas fait partie du Couserans, pays aux racines gasconnes structuré par le cours du Salat (affluent de la Garonne), que rien ne prédisposait à rejoindre les anciennes dépendances du comté de Foix.
Fabas est limitrophe de sept autres communes dont deux dans le département de la Haute-Garonne.
| Saint-Michel (Haute-Garonne) | Le Plan (Haute-Garonne) |                        |
| Cérizols                     | Fabas                   | Sainte-Croix-Volvestre |
| Betchat                      | Bédeille                | Tourtouse              |

Commune située dans le Volvestre en Petites Pyrénées, à 20 km au nord-ouest de Saint-Girons. La commune fait partie du parc naturel régional des Pyrénées ariégeoises. Elle est limitrophe du département de la Haute-Garonne.

### Géologie et relief
La commune est située dans le Bassin aquitain, le deuxième plus grand bassin sédimentaire de la France après le Bassin parisien. Les terrains affleurants sur le territoire communal sont constitués de roches sédimentaires datant pour certaines du Cénozoïque, l'ère géologique la plus récente sur l'échelle des temps géologiques, débutant il y a 66 millions d'années, et pour d'autres du Mésozoïque, anciennement appelé Ère secondaire, qui s'étend de −252,2 à −66,0 Ma. La structure détaillée des couches affleurantes est décrite dans les feuilles « n°1055 - Saint-Gaudens » et « n°1056 - Le Mas d'Azil » de la carte géologique harmonisée au 1/50 000ème du département de l'Ariège, et leurs notices associées,.
La superficie cadastrale de la commune publiée par l’Insee, qui sert de références dans toutes les statistiques, est de 23,04 km2,. La superficie géographique, issue de la BD Topo, composante du Référentiel à grande échelle produit par l'IGN, est quant à elle de 23,26 km2. Son relief est relativement accidenté puisque la dénivelée maximale atteint 272 mètres. L'altitude du territoire varie entre 288 m et 560 m.

### Hydrographie

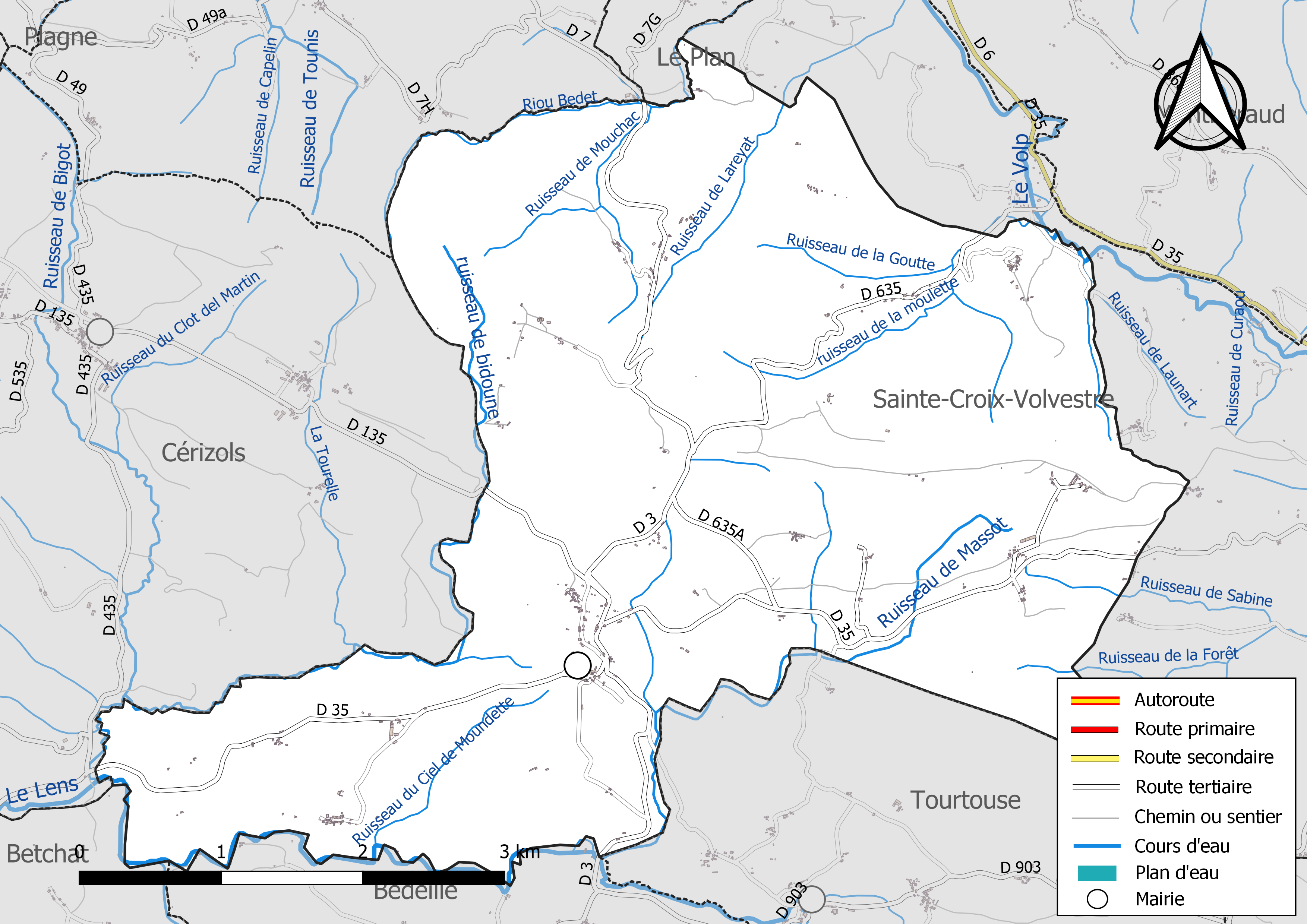
Réseaux hydrographique et routier de Fabas.

La commune est dans le bassin versant de la Garonne, au sein du bassin hydrographique Adour-Garonne. Elle est drainée par le Lens, le Volp, le ruisseau de bidoune, le ruisseau de Bigot, le ruisseau de Massot, un bras du Lens, Riou Bedet, le ruisseau de la Forêt, le ruisseau de la Goutte, le ruisseau de la moulette, le ruisseau de Lareyat, le ruisseau de Launart, le ruisseau de Mouchac, le ruisseau de Sabine, et par divers petits cours d'eau, constituant un réseau hydrographique de 29 km de longueur totale,.
Le Lens, d'une longueur totale de 25,6 km, prend sa source dans la commune de Lasserre et s'écoule d'est en ouest. Il traverse la commune et se jette dans le Salat à Mazères-sur-Salat, après avoir traversé 10 communes.
Le Volp, d'une longueur totale de 40,3 km, prend sa source dans la commune de Lescure et s'écoule du sud vers le nord. Il traverse la commune et se jette dans la Garonne à Cazères, après avoir traversé 13 communes.

### Climat
Pour des articles plus généraux, voir Climat de l'Occitanie et Climat de l'Ariège.
En 2010, le climat de la commune est de type climat océanique altéré, selon une étude s'appuyant sur une série de données couvrant la période 1971-2000. En 2020, Météo-France publie une typologie des climats de la France métropolitaine dans laquelle la commune est exposée à un climat de montagne et est dans la région climatique Pyrénées centrales, caractérisée par une pluviométrie annuelle de 1 000 à 1 200 mm.
Pour la période 1971-2000, la température annuelle moyenne est de 12,3 °C, avec  une amplitude thermique annuelle de 15,2 °C. Le cumul annuel moyen de précipitations est de 891 mm, avec 9,5 jours de précipitations en janvier et 6,6 jours en juillet. Pour la période 1991-2020 la température moyenne annuelle observée sur la station météorologique la plus proche, située sur la commune de Cérizols à 4 km à vol d'oiseau, est de 12,3 °C et le cumul annuel moyen de précipitations est de 976,4 mm,. Pour l'avenir, les paramètres climatiques de la commune estimés pour 2050 selon différents scénarios d’émission de gaz à effet de serre sont consultables sur un site dédié publié par Météo-France en novembre 2022.

### Milieux naturels et biodiversité

#### Espaces protégés
La protection réglementaire est le mode d’intervention le plus fort pour préserver des espaces naturels remarquables et leur biodiversité associée,.
La commune fait partie du parc naturel régional des Pyrénées ariégeoises, créé en 2009 et d'une superficie de 245 973 ha, qui s'étend sur 138 communes du département. Ce territoire unit les plus hauts sommets aux frontières de l’Andorre et de l’Espagne (la Pique d'Estats, le mont Valier, etc) et les plus hautes vallées des avants-monts, jusqu’aux plissements du Plantaurel.

#### Zones naturelles d'intérêt écologique, faunistique et floristique
L’inventaire des zones naturelles d'intérêt écologique, faunistique et floristique (ZNIEFF) a pour objectif de réaliser une couverture des zones les plus intéressantes sur le plan écologique, essentiellement dans la perspective d’améliorer la connaissance du patrimoine naturel national et de fournir aux différents décideurs un outil d’aide à la prise en compte de l’environnement dans l’aménagement du territoire.
Deux ZNIEFF de type 1 sont recensées sur la commune :
le « cours du Volp » (204 ha), couvrant 15 communes dont 11 dans l'Ariège et 4 dans la Haute-Garonne, et 
les « quères des Petites Pyrénées (partie sud) » (3 539 ha), couvrant 24 communes dont 10 dans l'Ariège et 14 dans la Haute-Garonne
et une ZNIEFF de type 2, : 
les « Petites Pyrénées en rive droite de la Garonne » (12 847 ha), couvrant 20 communes dont 8 dans l'Ariège et 12 dans la Haute-Garonne.

Carte des ZNIEFF de type 1 et 2 à Fabas.
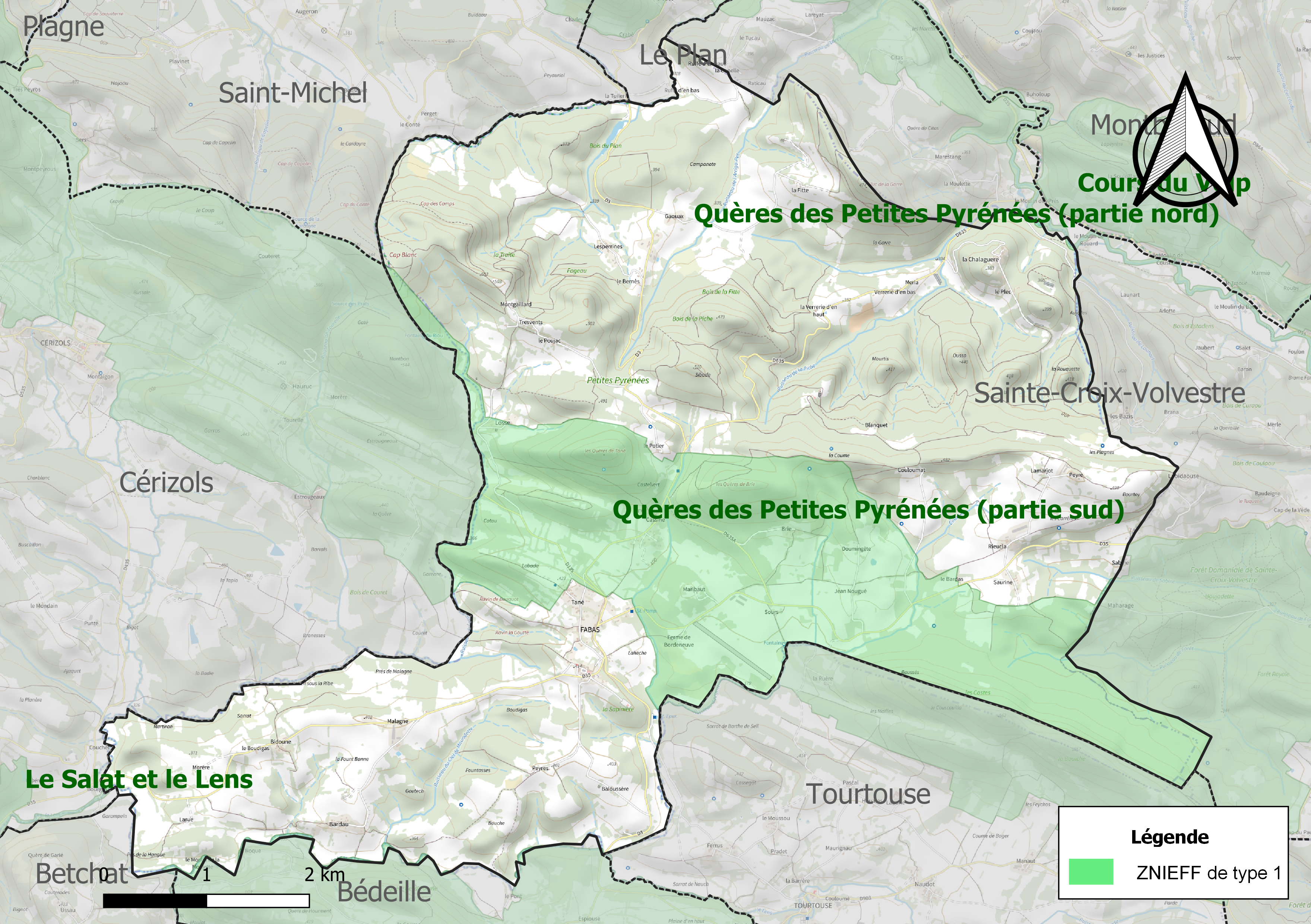
Carte des ZNIEFF de type 1 sur la commune.
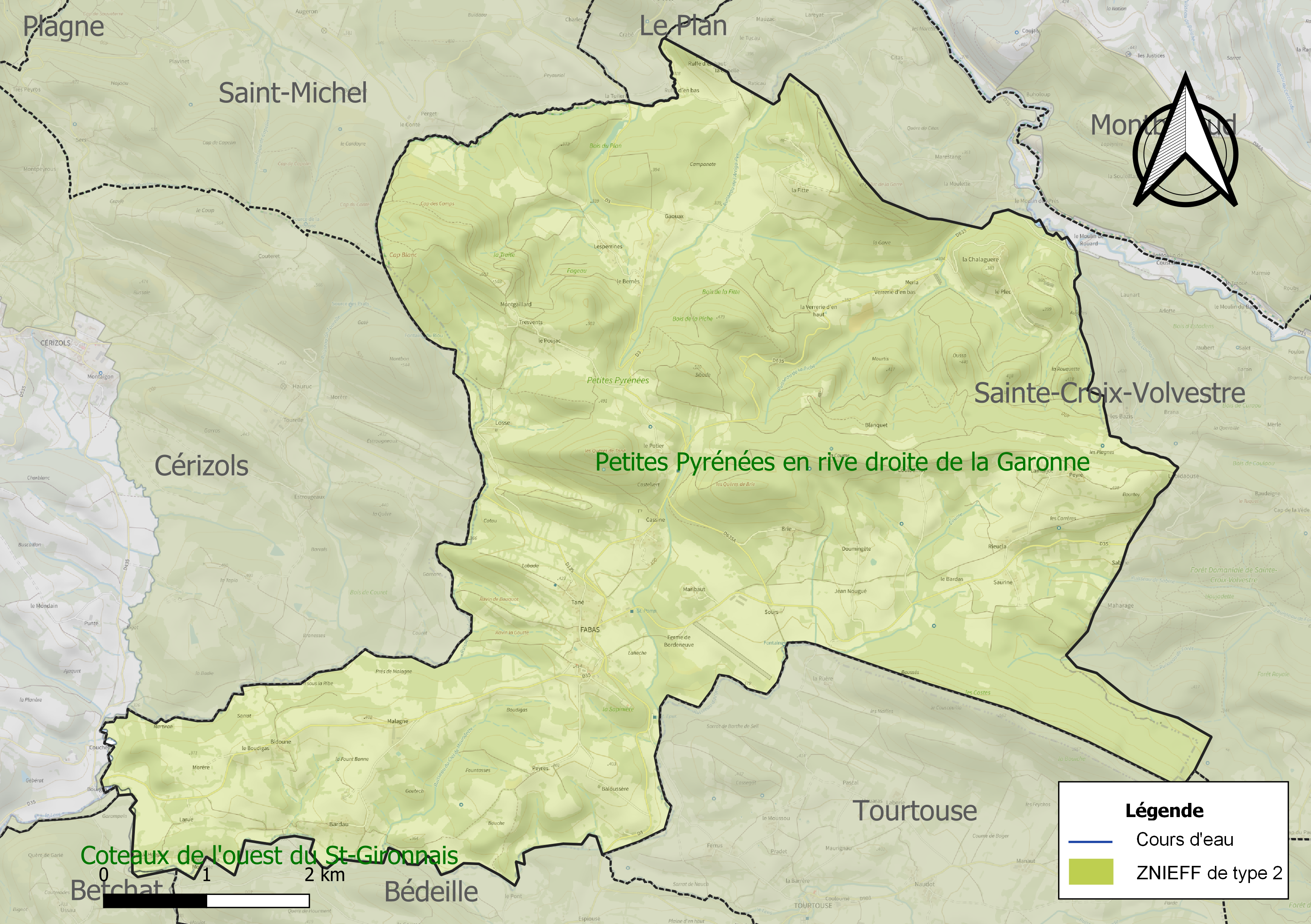
Carte de la ZNIEFF de type 2 sur la commune.

## Urbanisme

### Typologie
Au 1er janvier 2024, Fabas est catégorisée commune rurale à habitat très dispersé, selon la nouvelle grille communale de densité à 7 niveaux définie par l'Insee en 2022.
Elle est située hors unité urbaine. Par ailleurs la commune fait partie de l'aire d'attraction de Toulouse, dont elle est une commune de la couronne,. Cette aire, qui regroupe 527 communes, est catégorisée dans les aires de 700 000 habitants ou plus (hors Paris),.

### Occupation des sols
L'occupation des sols de la commune, telle qu'elle ressort de la base de données européenne d’occupation biophysique des sols Corine Land Cover (CLC), est marquée par l'importance des forêts et milieux semi-naturels (55 % en 2018), une proportion identique à celle de 1990 (55 %). La répartition détaillée en 2018 est la suivante : 
forêts (52,1 %), prairies (28,2 %), zones agricoles hétérogènes (15,9 %), milieux à végétation arbustive et/ou herbacée (2,9 %), terres arables (1 %). L'évolution de l’occupation des sols de la commune et de ses infrastructures peut être observée sur les différentes représentations cartographiques du territoire : la carte de Cassini (XVIIIe siècle), la carte d'état-major (1820-1866) et les cartes ou photos aériennes de l'IGN pour la période actuelle (1950 à aujourd'hui).

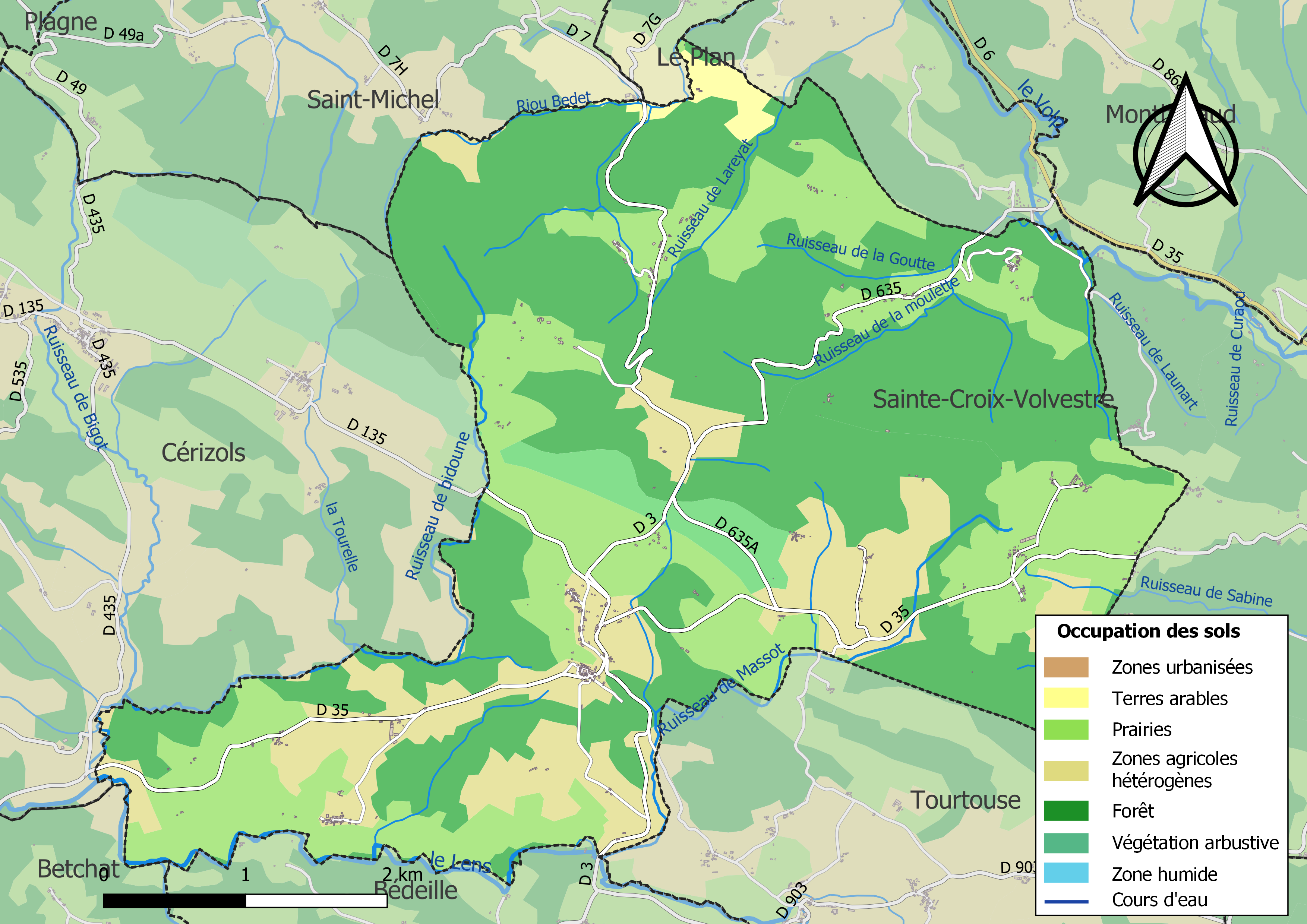
Carte des infrastructures et de l'occupation des sols de la commune en 2018 (CLC).

### Habitat et logement
En 2018, le nombre total de logements dans la commune était de 194, alors qu'il était de 190 en 2013 et de 178 en 2008.
Parmi ces logements, 68 % étaient des résidences principales, 22,7 % des résidences secondaires et 9,3 % des logements vacants. Ces logements étaient pour 94,3 % d'entre eux des maisons individuelles et pour 3,6 % des appartements.
Le tableau ci-dessous présente la typologie des logements à Fabas en 2018 en comparaison avec celle de l'Ariège et de la France entière. Une caractéristique marquante du parc de logements est ainsi une proportion de résidences secondaires et logements occasionnels (22,7 %) inférieure à celle du département (24,6 %) mais supérieure à celle de la France entière (9,7 %). Concernant le statut d'occupation de ces logements, 75 % des habitants de la commune sont propriétaires de leur logement (73,6 % en 2013), contre 66,3 % pour l'Ariège et 57,5 % pour la France entière.
| Typologie                                               | Fabas | Ariège | France entière |
| ------------------------------------------------------- | ----- | ------ | -------------- |
| Résidences principales (en %)                           | 68    | 65,7   | 82,1           |
| Résidences secondaires et logements occasionnels (en %) | 22,7  | 24,6   | 9,7            |
| Logements vacants (en %)                                | 9,3   | 9,7    | 8,2            |

### Voies de communication et transports
Accès avec les routes départementales D 35, D 3 et D 135.

### Risques majeurs

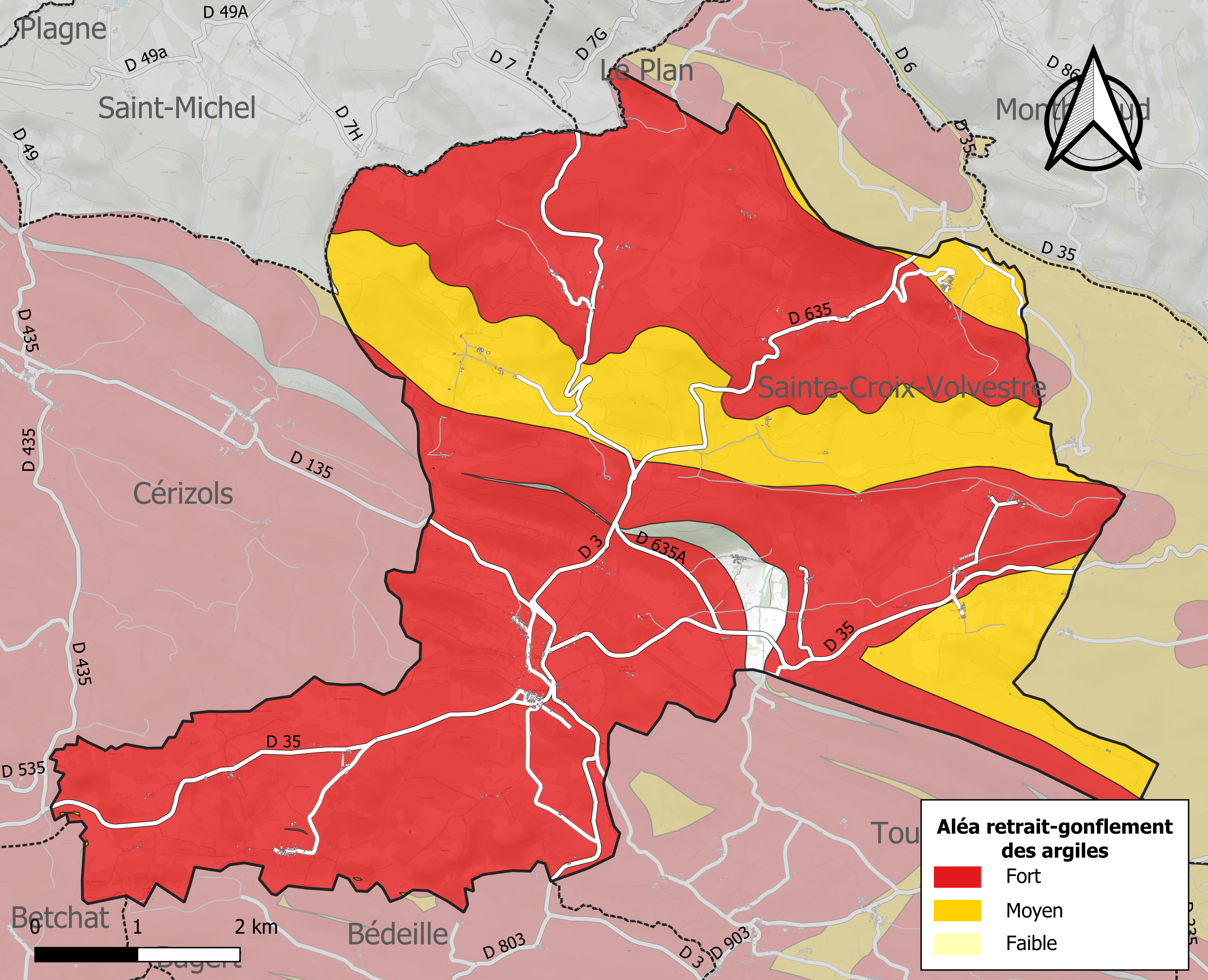
Zonage de l'aléa retrait-gonflement des argiles sur la commune de Fabas.

Le territoire de la commune de Fabas est vulnérable à différents aléas naturels : inondations, climatiques (grand froid ou canicule), feux de forêts, mouvements de terrains et séisme (sismicité faible),.
Certaines parties du territoire communal sont susceptibles d’être affectées par le risque d’inondation par crue torrentielle d'un cours d'eau, ou ruissellement d'un versant.
Les mouvements de terrains susceptibles de se produire sur la commune sont soit des chutes de blocs, soit des glissements de terrains, soit des effondrements liés à des cavités souterraines, soit des mouvements liés au retrait-gonflement des argiles. Près de 50 % de la superficie du département est concernée par l'aléa retrait-gonflement des argiles, dont la commune de Fabas. L'inventaire national des cavités souterraines permet par ailleurs de localiser celles situées sur la commune.

## Histoire

### Préhistoire
Plusieurs sites préhistoriques ont été identifiés sur le territoire de la commune.
Le site de la Tute du Pèlerin, où des traces d'occupation datant du Paléolithique moyen ont été conservées, a été découvert en 2020. Il fait l'objet de fouilles archéologiques depuis 2021,.
Le site magdalénien de Peyre Blanque a été découvert en juillet 2006 lors de prospections dans le cadre d'une étude sur les sites de plein air du Paléolithique supérieur dans les Petites Pyrénées,,.

### XVIesiècle
Il y eut, à partir du XVIe jusqu'au XVIIIe siècle, plusieurs familles de gentilshommes verriers dans différents hameaux de Fabas, dont les Verbigier à Poudelay et les Grenier à la Verrerie.[réf. nécessaire]

### XVIIe–XVIIIesiècles
Au début du XVIIe siècle, une branche de la famille de Foix, les Foix-Fabas, fait l'acquisition des trois quarts de la seigneurie de Fabas. C'est à eux qu'on peut attribuer la construction du petit village de forme carrée, entouré de murailles à l'origine. Ces fortifications furent bâties à cause de l'insécurité que faisaient régner dans la région les protestants, résistant à l'autorité royale (les remparts de leur principale place-forte de la région, le Mas d'Azil, ne furent abattus qu'en 1632). Les nouveaux seigneurs édifièrent leur château à l'angle nord-est du village, modifièrent le mur-clocher de l'église selon les canons du temps et construisirent une halle pour attirer des marchés, y prélever des taxes et rentabiliser ainsi leur fondation.[réf. nécessaire]
La halle est impressionnante et surdimensionnée par rapport au village, qui ne s'est pas développé et l'encadre étroitement. Les Foix-Fabas y vécurent pourtant, dans leur château, jusqu'au XIXe siècle.[réf. nécessaire]

### XIXesiècle
Charlotte de Foix, dernière représentante et héritière de cette famille des Foix-Fabas, épousa en 1815 Paul de Verbigier de Saint-Paul, général de brigade et baron d'Empire, issu d'un longue lignée de gentilshommes verriers protestants locaux.[réf. nécessaire] Leur fils Gaston fut préfet sous le Second Empire et député de l'Ariège en 1876..

## Politique et administration

### Découpage territorial
La commune de Fabas est membre de la communauté de communes Couserans-Pyrénées, un établissement public de coopération intercommunale (EPCI) à fiscalité propre créé le 18 novembre 2016 dont le siège est à Saint-Lizier. Ce dernier est par ailleurs membre d'autres groupements intercommunaux.
Sur le plan administratif, elle est rattachée à l'arrondissement de Saint-Girons, au département de l'Ariège, en tant que circonscription administrative de l'État, et à la région Occitanie.
Sur le plan électoral, elle dépend du canton des Portes du Couserans pour l'élection des conseillers départementaux, depuis le redécoupage cantonal de 2014 entré en vigueur en 2015, et de la deuxième circonscription de l'Ariège  pour les élections législatives, depuis le redécoupage électoral de 1986.

### Administration municipale
Le nombre d'habitants au recensement de 2011 étant compris entre 100 et 499, le nombre de membres du conseil municipal pour l'élection de 2014 est de onze,.

### Liste des maires

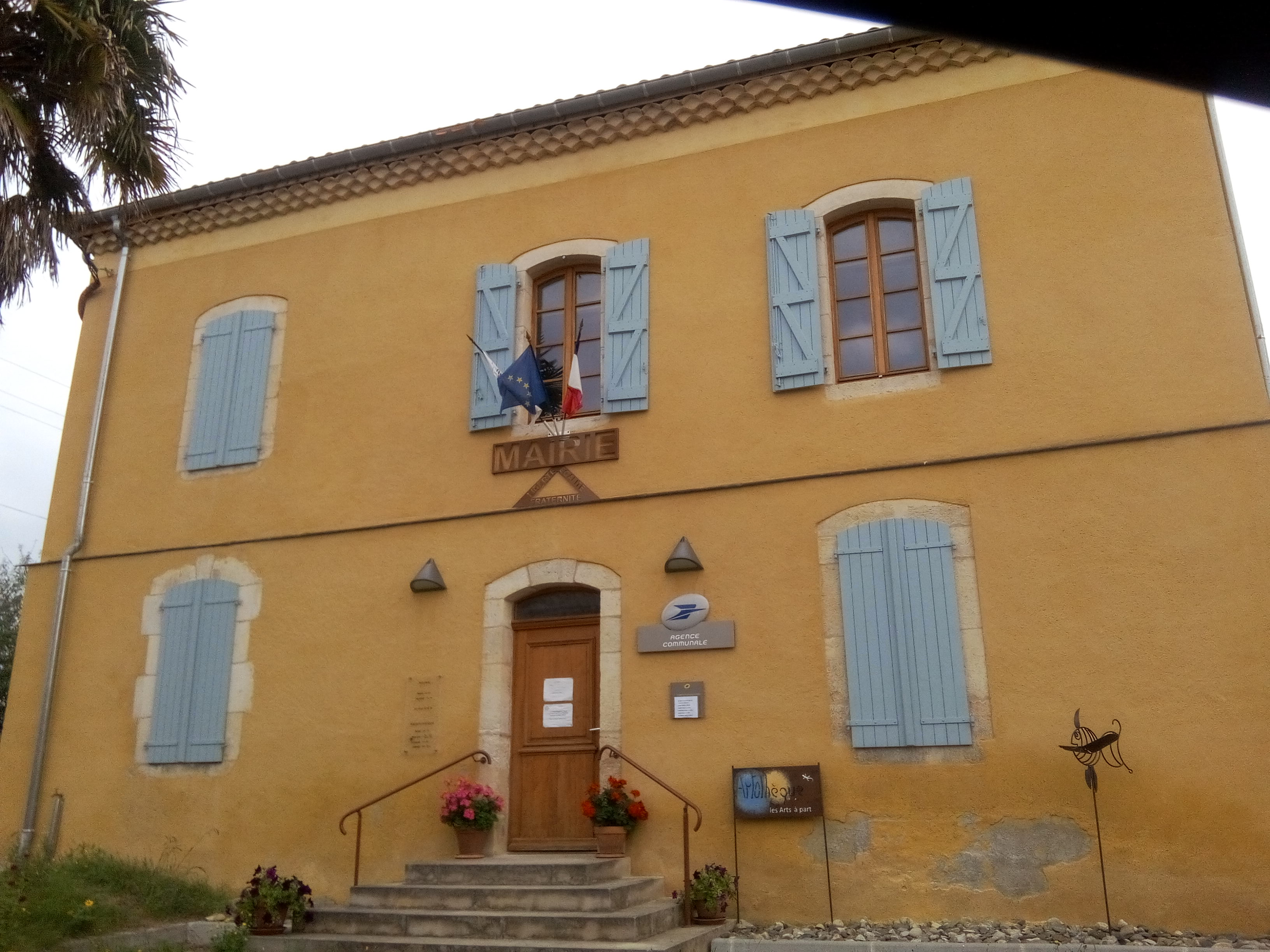
Mairie

| Période                                  | Période  | Identité                 | Étiquette      | Qualité              |
| ---------------------------------------- | -------- | ------------------------ | -------------- | -------------------- |
| 1988                                     | 2020     | Simon Bavard             | Sans étiquette | Agriculteur retraité |
| 2020                                     | En cours | Jean-Pierre Saint-Germes | Sans étiquette | Cadre des assurances |
| Les données manquantes sont à compléter. |          |                          |                |                      |

## Population et société

### Démographie
L'évolution du nombre d'habitants est connue à travers les recensements de la population effectués dans la commune depuis 1793. Pour les communes de moins de 10 000 habitants, une enquête de recensement portant sur toute la population est réalisée tous les cinq ans, les populations de référence des années intermédiaires étant quant à elles estimées par interpolation ou extrapolation. Pour la commune, le premier recensement exhaustif entrant dans le cadre du nouveau dispositif a été réalisé en 2008.

En 2022, la commune comptait 353 habitants, en évolution de +0,57 % par rapport à 2016 (Ariège : +1,48 %, France hors Mayotte : +2,11 %).
| 1793  | 1800 | 1806 | 1821  | 1831 | 1836  | 1841  | 1846  | 1851  |
| ----- | ---- | ---- | ----- | ---- | ----- | ----- | ----- | ----- |
| 1 245 | 889  | 955  | 1 028 | 854  | 1 105 | 1 181 | 1 176 | 1 136 |

| 1856  | 1861  | 1866 | 1872 | 1876 | 1881 | 1886 | 1891 | 1896 |
| ----- | ----- | ---- | ---- | ---- | ---- | ---- | ---- | ---- |
| 1 017 | 1 031 | 954  | 941  | 892  | 911  | 878  | 764  | 701  |

| 1901 | 1906 | 1911 | 1921 | 1926 | 1931 | 1936 | 1946 | 1954 |
| ---- | ---- | ---- | ---- | ---- | ---- | ---- | ---- | ---- |
| 662  | 650  | 621  | 564  | 555  | 480  | 456  | 437  | 372  |

| 1962 | 1968 | 1975 | 1982 | 1990 | 1999 | 2006 | 2008 | 2013 |
| ---- | ---- | ---- | ---- | ---- | ---- | ---- | ---- | ---- |
| 321  | 268  | 310  | 336  | 327  | 306  | 316  | 319  | 343  |

| 2018 | 2022 | - | - | - | - | - | - | - |
| ---- | ---- | - | - | - | - | - | - | - |
| 352  | 353  | - | - | - | - | - | - | - |

| selon la population municipale des années : | 1968 | 1975 | 1982 | 1990 | 1999 | 2006 | 2009 | 2013 |
| Rang de la commune dans le département      | 90   | 85   | 90   | 79   | 94   | 98   | 97   | 91   |
| Nombre de communes du département           | 340  | 328  | 330  | 332  | 332  | 332  | 332  | 332  |

### Enseignement
Fabas fait partie de l'académie de Toulouse.

### Culture et festivités
La commune dispose d'une médiathèque depuis 2016.

### Activités sportives
Ferme équestre équiloisirs, randonnée...

### Écologie et recyclage
La déchetterie du Volvestre ariégeois se trouve sur la commune de Lasserre au lieudit Chaumes.

## Économie

### Revenus
En 2018, la commune compte 124 ménages fiscaux, regroupant 256 personnes. La médiane du revenu disponible par unité de consommation est de 17 320 € (19 820 € dans le département).

### Emploi
| Division       | 2008   | 2013   | 2018   |
| -------------- | ------ | ------ | ------ |
| Commune        | 10,6 % | 11,2 % | 10,7 % |
| Département    | 8,9 %  | 11,1 % | 11,2 % |
| France entière | 8,3 %  | 10 %   | 10 %   |

En 2018, la population âgée de 15 à 64 ans s'élève à 178 personnes, parmi lesquelles on compte 70,2 % d'actifs (59,6 % ayant un emploi et 10,7 % de chômeurs) et 29,8 % d'inactifs,. En  2018, le taux de chômage communal (au sens du recensement) des 15-64 ans est inférieur à celui du département, mais supérieur à celui de la France, alors qu'en 2008 il était supérieur à celui du département.
La commune fait partie de la couronne de l'aire d'attraction de Toulouse, du fait qu'au moins 15 % des actifs travaillent dans le pôle,. Elle compte 126 emplois en 2018, contre 102 en 2013 et 81 en 2008. Le nombre d'actifs ayant un emploi résidant dans la commune est de 110, soit un indicateur de concentration d'emploi de 114,7 % et un taux d'activité parmi les 15 ans ou plus de 41,1 %.
Sur ces 110 actifs de 15 ans ou plus ayant un emploi, 36 travaillent dans la commune, soit 33 % des habitants. Pour se rendre au travail, 75,5 % des habitants utilisent un véhicule personnel ou de fonction à quatre roues, 1,8 % les transports en commun, 5,4 % s'y rendent en deux-roues, à vélo ou à pied et 17,3 % n'ont pas besoin de transport (travail au domicile).

### Activités hors agriculture
27 établissements sont implantés  à Fabas au 31 décembre 2019. Le tableau ci-dessous en détaille le nombre par secteur d'activité et compare les ratios avec ceux du département,.
Le secteur de l'administration publique, l'enseignement, la santé humaine et l'action sociale est prépondérant sur la commune puisqu'il représente 22,2 % du nombre total d'établissements de la commune (6 sur les 27 entreprises implantées  à Fabas), contre 14,4 % au niveau départemental.
Maison de retraite type EHPAD, gîtes touristiques, à La Fitte une ferme équestre Équiloisirs et confit végétal biologique.

### Agriculture
La commune fait partie de la petite région agricole dénommée « Coteaux de l'Ariège ». En 2010, l'orientation technico-économique de l'agriculture sur la commune est l'élevage d'herbivores hors bovins, caprins et porcins.
|                                   | 1988 | 2000 | 2010 |
| --------------------------------- | ---- | ---- | ---- |
| Exploitations                     | 33   | 18   | 18   |
| Superficie agricole utilisée (ha) | 858  | 827  | 649  |

Le nombre d'exploitations agricoles en activité et ayant leur siège dans la commune est passé de 33 lors du recensement agricole de 1988 à 18 en 2000 puis à 18 en 2010, soit une baisse de 45 % en 22 ans. Le même mouvement est observé à l'échelle du département qui a perdu pendant cette période 48 % de ses exploitations. La surface agricole utilisée sur la commune a également diminué, passant de 858 ha en 1988 à 649 ha en 2010. Parallèlement la surface agricole utilisée moyenne par exploitation a augmenté, passant de 26 à 36 ha.

## Culture locale et patrimoine

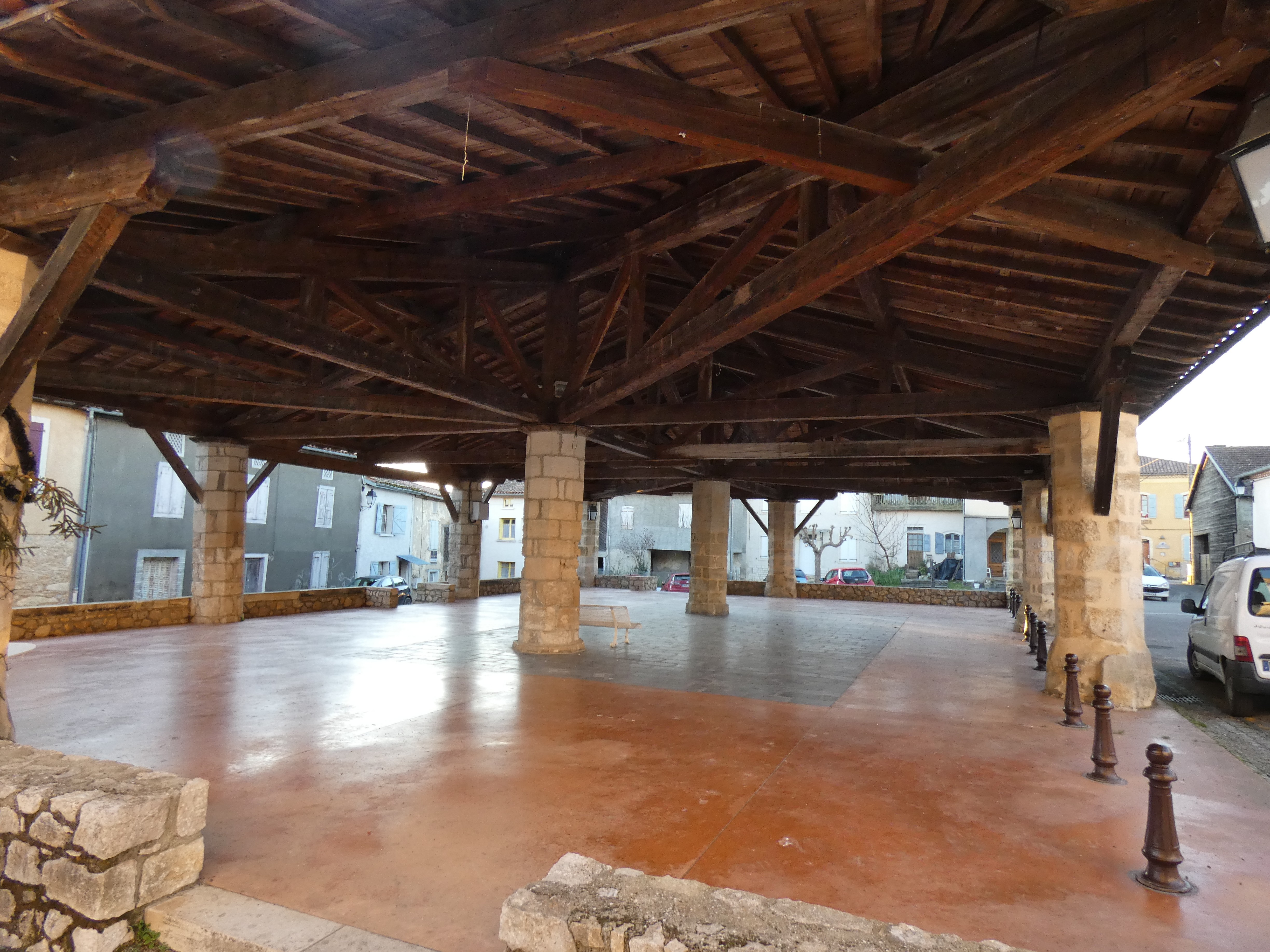
Charpente de la halle

### Lieux et monuments
La place avec la halle, l'église et le château (ce dernier inclus dans le périmètre de l'EHPAD) constituent ensemble un site inscrit par arrêté du 24 décembre 1943
- Halle rectangulaire au centre du village, construite sur 12 piliers avec une charpente remarquable.
- Église Notre-Dame-de-l'Assomption[68] datant du XIVe siècle. Le clocher-mur et le portail sont inscrits à l'inventaire des monuments historiques depuis 1950[69]. Une cloche à l’intérieur porte la date de 1761.
- Château de Poudelay :  Inscrit MH (2007, toitures, façades et décor)[70].

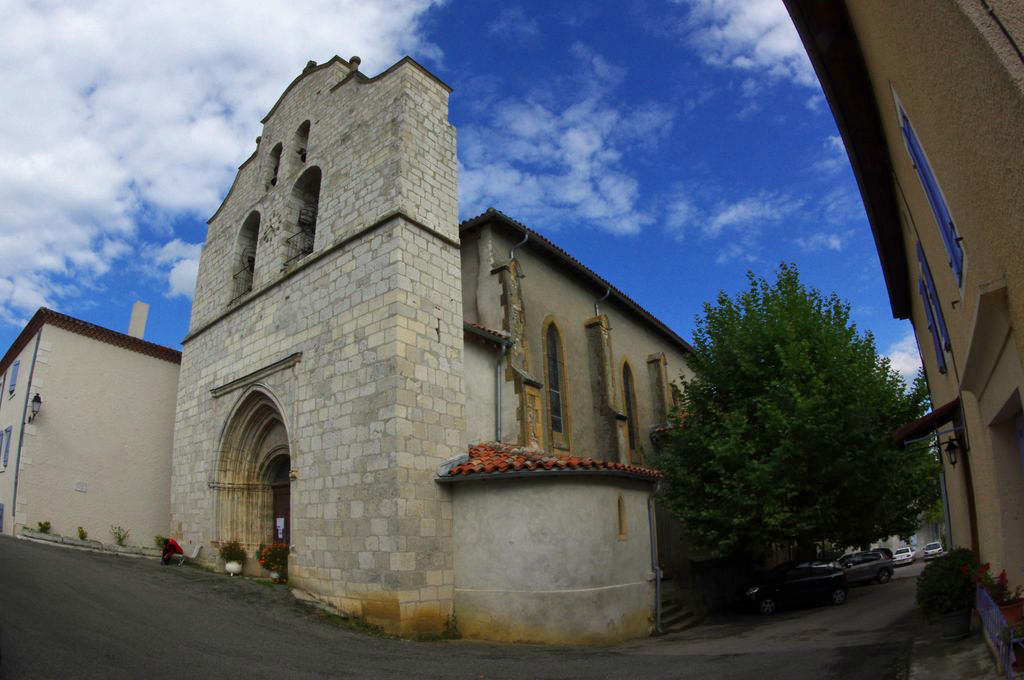
Église Notre-Dame-de-l'Assomption de Fabas
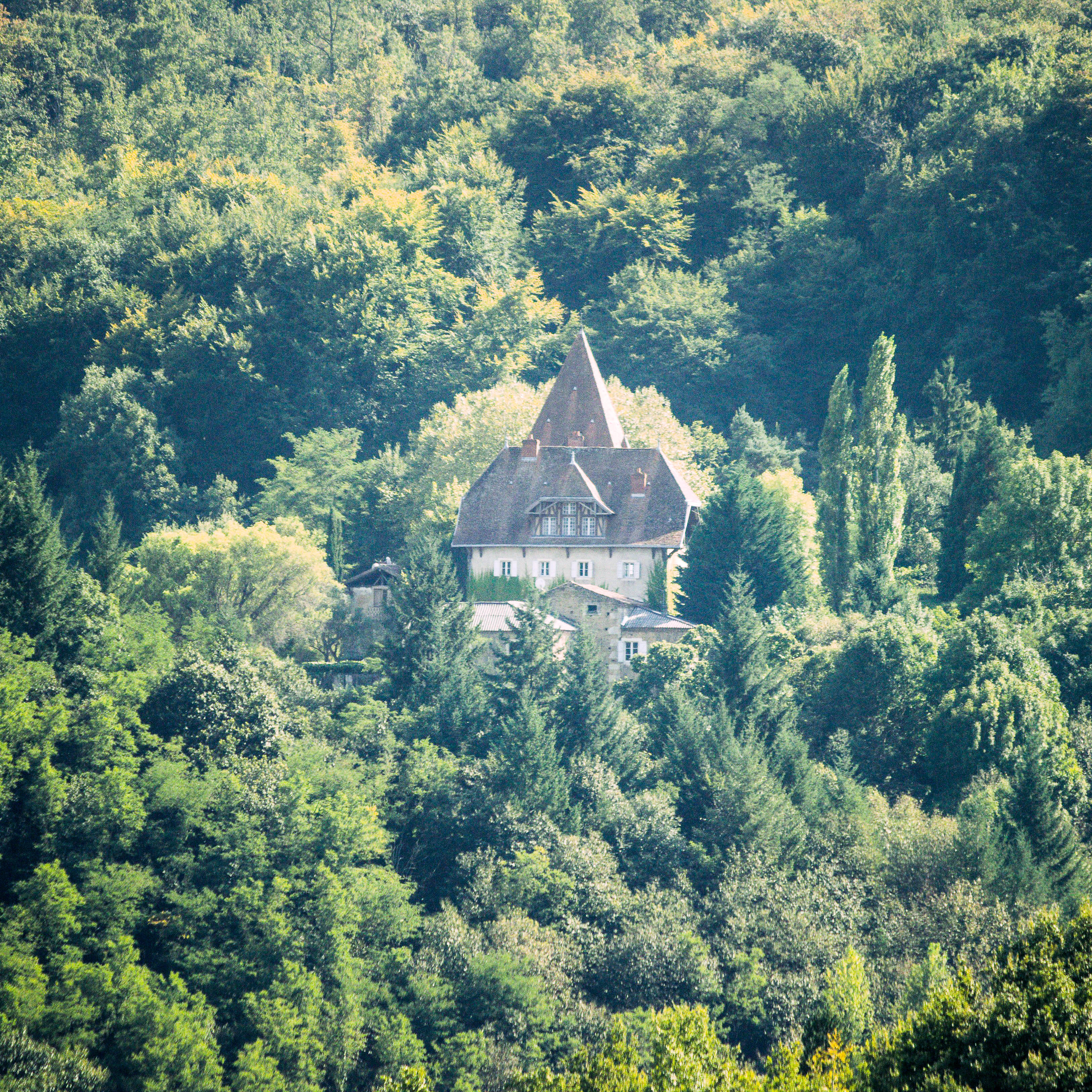
Château de Poudelay

### Personnalités liées à la commune
- Jean de Fabas capitaine protestant du XVIe siècle
- Marc-Antoine de Foix-Fabas, né le 1er mars 1627 au château de Fabas, jésuite, fut un éducateur pour la noblesse, auteur de L'art de former l'esprit et le cœur d'un prince et de L'art de précher la parole de Dieu[71].
- Paul Verbigier de Saint-Paul (1775-1850)
- Gaston de Verbigier de Saint-Paul
- Rosina de Pèira (1933-2019), chanteuse occitane née et morte à Fabas, deux fois Grand prix international du disque de l'Académie Charles Cros.

## Pour approfondir